# レスター・コール
レスター・コール（Lester Cole, 1904年6月19日 - 1985年8月15日）は、アメリカ合衆国の脚本家である。

## 生涯
ニューヨークでポーランドからの亡命ユダヤ人家庭に生まれる。父はマルクス主義者で服飾業界の組合主催者であり、レスター自身も幼少期より社会主義者であった。
キャリア初期は俳優であったが、すぐに脚本家に転身する。初の仕事は『百萬圓貰ったら』（1932年）であった。1933年にジョン・ハワード・ローソンとサミュエル・オーニッツと共に全米脚本家組合を結成した。
1934年にアメリカ共産党に入党した。
第二次大戦後、ハリウッド・テンの1人に数えられた彼は下院非米活動委員会に召喚され、共産党員であるか否かを問われた際に証言を拒否した。コールは議会侮辱罪で有罪となり、1000ドルの罰金とコネチカット州ダンベリーの連邦矯正施設での12か月間の拘留が宣告され、10か月間服役した。
証言拒否を受けて、彼はスタジオからブラックリストに入れられた。1932年から1947年までに40本以上の脚本が映画化されたが、ブラックリスト入り後の劇場映画はわずか3本にとどまり、すべて偽名でのクレジットだった。
1981年、自伝『Hollywood Red: The Autobiography of Lester Cole』が出版された。
1985年、カリフォルニア州サンフランシスコで心臓発作により亡くなった。ニューヨーク市立大学の史学の名誉教授であるロナルド・ラドッシュはコールが死ぬまで「ハードコア・コミュニスト」であり続けたと評した。

## 主なフィルモグラフィ
- Walls of Gold (1933) 脚本
- Nothing More Than a Woman (1934) 脚本
- 透明人間の逆襲 The Invisible Man Returns (1940) 脚本
- 地下室の狂人 Among the Living (1941) 脚本・原案
- None Shall Escape (1944) 脚本
- 東京スパイ大作戦 Blood on the Sun (1945) 脚本
- 決死のビルマ戦線 Objective, Burma! (1945) 脚本
- Men in Her Diary (1945) 脚本
- The Romance of Rosy Ridge (1947) 脚本
- 高い壁 High Wall (1947) 脚本
- ユダヤ六〇〇万の虐殺者/アイヒマン追跡作戦 Operation Eichmann (1961) 脚本、当初は「ルイス・コプリー」名義
- 野生のエルザ Born Free (1965) 脚本、当初は「ジェラルド・L・C・コプリー」名義